# فرد برلین
فردریک «فرد» سُل برلین (انگلیسی: Frederick "Fred" Saul Berlin) روان‌پزشک و سکس‌شناس آمریکایی متخصص در زمینه جرایم جنسی است.

## زندگی و شغل
برلین در رشته روان‌شناسی تحصیل کرد و مدرک لیسانس خود را از دانشگاه پیتسبورگ در سال ۱۹۶۴، مدرک کارشناسی ارشد را از دانشگاه فوردهام در سال ۱۹۶۶ و دکترا گرفت. او در سال ۱۹۷۴ مدرک دکترای پزشکی را از دالاهو دریافت کرد. پس از کارآموزی در بیمارستان عمومی ویکتوریا در هالیفاکس، نوا اسکوشیا، کارآموزی در دانشکده پزشکی دانشگاه مک گیل، بیمارستان عمومی یهودیان و بیمارستان کودکان در مونترال او یک دوره رزیدنتی روان‌پزشکی را در بیمارستان جانز هاپکینز در بالتیمور به پایان رساند و به عنوان رزیدنت مبادله‌ای در بیمارستان مادزلی (Maudsley) در لندن، انگلستان خدمت کرد. او پس از خدمت به عنوان رزیدنت ارشد در جانز هاپکینز، در سال ۱۹۷۸ به عنوان استادیار دپارتمان روان‌پزشکی و علوم رفتاری آن منصوب شد و در سال ۱۹۸۶ به دانشیار ارتقا یافت و از سال ۱۹۷۸ پزشک معالج در آنجا بوده و به عنوان بنیان‌گذار و مدیر این دانشکده خدمت کرده است. کلینیک اختلالات جنسی آن از سال ۱۹۸۰ تا ۱۹۹۲. در سال ۱۹۹۲ مؤسسه ملی مطالعه، پیشگیری و درمان ترومای جنسی را تأسیس کرد و به عنوان مدیر آن فعالیت می‌کند.
برلین از سال ۱۹۸۴ تا ۱۹۸۹ در کمیته فرعی پارافیلیا، کمیته انجمن روان‌پزشکی آمریکا در مورد سومین بازنگری راهنمای تشخیصی و آماری اختلالات روانی (DSM-III-R) خدمت کرد. او در سال ۱۹۹۶ استناد ریاست جمهوری را از شهر بالتیمور دریافت کرد. و در سال ۲۰۰۳ به عنوان یکی از اعضای برجسته انجمن روان‌پزشکی آمریکا معرفی شد. در سال ۲۰۰۹ از او برای شهادت در مقابل کمیته فرعی امنیت ملی و امور خارجی سنا در مورد مجرمان جنسی دارای اختلالات جنسی از جمله مبتلایان به پدوفیلی دعوت شد.
عضویت‌ها شامل انجمن آمریکایی برای پیشرفت علم، انجمن پزشکی آمریکا، انجمن حرفه ای آمریکا در مورد سوء استفاده از کودکان، انجمن روان‌پزشکی آمریکا، و انجمن درمان سوء استفاده‌کنندگان جنسی است.
او در محاکمه‌هایی از جمله دادگاه قتل مارک دین شواب و جفری دامر به عنوان شاهد خبره حضور یافته است. او دربارهٔ مزایای اخته‌سازی شیمیایی برای مجرمان جنسی بحث کرده است.